# Бургаска област
Бургаска област (буг. Област Бургас) се налази у југоисточном делу Бугарске. Ова област заузима површину од 7.748,1 km² и има 422.458 становника. Административни центар Бургаске области је град Бургас.

## Списак насељених места у Бургаској области
Градови су подебљани

### Општина Ајтос
Ајтос,
Дрјаковец,
Зетјово,
Карагеоргиево,
Караново,
Љасково,
Малка пољана,
Маглен,
Пештерско,
Пирне,
Пољаново,
Раклиново,
Садиево,
Тополица,
Черна могила,
Черноград,
Чукарка

### Општина Бургас
Банево,
Братово,
Брјастовец,
Бургас,
Балгарово,
Димчево,
Драганово,
Ветрен,
Извор,
Извориште,
Маринка,
Мирољубово,
Равнец,
Рудник,
Твардица,
Черно море

### Општина Средец
Белеврен,
Белила,
Бистрец,
Богданово,
Варовник,
Гољамо Буково,
Горно Јабалково,
Гранитец,
Граничар,
Средец,
Дебелт,
Долно Јабалково,
Драка,
Драчево,
Дјулево,
Момина црква,
Загорци,
Зорница,
Кирово,
Кубадин,
Малина,
Орлинци,
Проход,
Панчево,
Радојново,
Росеново,
Светлина,
Сињо Камене,
Сливово,
Суходол,
Валчаново,
Факија

### Општина Камено
Винарско,
Вратица,
Жељазово,
Камено,
Крстина,
Ливада,
Константиново,
Полски извор,
Русокастро,
Свобода,
Тројаново,
Трастиково,
Черни врх 

### Општина Карнобат
Аспарухово,
Детелина,
Венец,
Глумче,
Деветак,
Деветинци,
Добриново,
Драганци,
Драгово,
Екзарх Антимово,
Железник,
Житосвјат,
Зимен,
Искра,
Карнобат,
Кликач,
Козаре,
Крумово градиште,
Крушово,
Мадрино,
Невестино,
Огнен,
Раклица,
Сан-Стефано,
Сигмен,
Соколово,
Сарнево,
Смолник,
Хаџиите,
Церковски,
Черково

### Општина Мало Трново
Близнак,
Брашљан,
Бјала вода,
Визица,
Граматиково,
Евренозово,
Заберново,
Звездец,
Калово,
Мало Трново,
Младежко,
Сливарово,
Стоилово

### Општина Царево
Ахтопол,
Бродилово,
Балгари,
Варвара,
Велика,
Изгрев,
Кондолово,
Кости,
Лозенец,
Царево,
Резово,
Синеморец,
Фазаново

### Општина Несебар
Бања,
Свети Влас,
Ћуљовца,
Емона,
Козница,
Кошарица,
Несебар,
Обзор,
Оризаре,
Паницово,
Приселци,
Равда,
Раковсково,
Танково

### Општина Поморије
Ахелој,
Александрово,
Бата,
Габерово,
Горица,
Галабец,
Дабник,
Белодол,
Каблешково,
Каменар,
Козичино,
Косовец,
Лака,
Медово,
Поморије,
Порој,
Страцин

### Општина Руен
Билка,
Вишна,
Вресово,
Подгорец,
Добра пољана,
Добромир,
Дропла,
Даскотна,
Дјуља,
Заимчево,
Зајчар,
Звезда,
Камењак,
Каравељово,
Листец,
Љуљаково,
Припек,
Мрежичко,
Преображенци,
Планиница,
Просеник,
Разбојна,
Речица,
Рожден,
Рудина,
Руен,
Рупча,
Ражица,
Скалак,
Снежа,
Сњагово,
Соколец,
Средна махала,
Струја,
Топчијско,
Трнак,
Сини Рид,
Череша,
Шиварово,
Јабалчево,
Јасеново

### Општина Созопол
Варшило,
Габар,
Зидарово,
Инџе војвода,
Крушевец,
Присад,
Равадиново,
Равна гора,
Атија,
Росен,
Созопол,
Черноморец

### Општина Сунгурларе
Балабанчево,
Бероново,
Босилково,
Ведрово,
Везенково,
Валчин,
Горово,
Грозден,
Есен,
Завет,
Каменско,
Камчија,
Климаш,
Костен,
Лозарево,
Лозица,
Манолич,
Подвис,
Прилеп,
Пчелин,
Садово,
Скала,
Славјанци,
Сунгурларе,
Саединение,
Терзијско,
Велислав,
Черница,
Чубра,
Дабовица

### Општина Приморско
Веселие,
Китен,
Ново Паничарево,
Писменово,
Приморско,
Јасна Пољана